# Erika Streithorst
Erika Streithorst (* 23. April 1908; † 30. Juni 1960 in Berlin), auch Erika v. Streithorst, war eine deutsche Schauspielerin, Dialogbuchautorin und Dialogregisseurin in der Film-Synchronisation.

## Leben und Wirken
Erika Streithorst stammte aus Hamburg. Sie hatte einen vier Jahre jüngeren Bruder, Richard Streithorst, der als Filmproduktionsleiter arbeitete. In ihrer Jugend war Streithorst Mitglied der vom deutschen Politiker Philipp Auerbach gegründeten „Fortschrittlichen Jugend Hamburg“, einer Vereinigung junger Demokraten und Pazifisten. Erika Streithorst übersiedelte schließlich nach Berlin-Wilmersdorf.
Ihre Filmlaufbahn begann Erika Streithorst 1934 in der ersten Filmadaption des Romans Die Feuerzangenbowle von Heinrich Spoerl mit dem Titel So ein Flegel. Unter der Regie von Robert A. Stemmle spielten unter anderem Heinz Rühmann, Ellen Frank und Inge Conradi. In der Folge wirkte sie bis 1950 in verschiedenen Filmproduktionen mit. Darunter befanden sich 1937 Kapriolen von und mit  Gustaf Gründgens und Marianne Hoppe, Fita Benkhoff und Volker von Collande sowie 1939 Aufruhr in Damaskus von Gustav Ucicky mit Brigitte Horney, Hans Nielsen und Joachim Gottschalk und 1950 Vom Teufel gejagt von Viktor Tourjansky mit Hans Albers, Willy Birgel, Maria Holst und Lil Dagover.
In der Zeit der nationalsozialistischen Diktatur war Erika Streithorst im Berliner Widerstand aktiv.
Nach Ende des Zweiten Weltkriegs wendete sie sich zunehmend Synchrontätigkeiten für die Eagle-Lion-Film in Hamburg und die Berliner Synchron zu und verfasste bis 1960 zahlreiche Dialogbücher zu Synchronisationen von populären Spielfilmen der damaligen Zeit. Hier sind beispielhaft Ein Herz und eine Krone, Sabrina, Krieg und Frieden und Zeugin der Anklage zu nennen. Vereinzelt war sie auch als Synchronsprecherin und Dialogregisseurin tätig.
Erika Streithorst beging 1960 im Westteil von Berlin Suizid.

## Filmografie (Auswahl)
- 1934: So ein Flegel
- 1934: Wir parken, wo es uns gefällt
- 1934: Musik im Blut
- 1934: Abenteuer eines jungen Herrn in Polen
- 1934: Jungfrau gegen Mönch
- 1935: Petersburger Nächte. Walzer an der Newa
- 1935: Zimmer zu vermieten (Kurzfilm)
- 1935: Laßt Blumen sprechen (Kurzfilm)
- 1936: Der Favorit der Kaiserin
- 1936: Ein netter Besuch (Kurzfilm)
- 1937: Die perfekte Sekretärin (Kurzfilm)
- 1937: Kapriolen
- 1937: Die wirkliche Liebe (Kurzfilm)
- 1937: Das große Abenteuer
- 1937/53: Starke Herzen
- 1938: Die fromme Lüge
- 1938: Fracht von Baltimore
- 1939: Aufruhr in Damaskus
- 1939: Fräulein
- 1940: Mein Mann darf es nicht wissen
- 1941: Sonntagskinder
- 1949: Der Ruf
- 1950: Vom Teufel gejagt

## Synchronarbeiten (Auswahl)
Dialogautorin
- 1946: Duell in der Sonne[10]
- 1948: Die Liebesabenteuer des Don Juan
- 1950: Robin Hood, König der Vagabunden[11]
- 1951: Die ist nicht von gestern
- 1952: Die größte Schau der Welt
- 1953: Ein Herz und eine Krone[12]
- 1954: Sinuhe der Ägypter[13]
- 1954: Sabrina
- 1955: Treffpunkt Hongkong[14]
- 1956: Krieg und Frieden[15]
- 1956: Eine Stadt steht vor Gericht[16]
- 1957: Zeugin der Anklage[17]
- 1959: Brennendes Indien[18]
- 1959: Tiger Bay

Sprecherin
- 1939: Der große Bluff[3] (Synchro 1947)
- 1943: Nasreddin in Buchara (Synchro 1946)

Dialogregie
- 1960: Das süße Leben[19]